# Hermannia coronata
Hermannia coronata är en kvalsterart som först beskrevs av Sandór Mahunka 1991.  Hermannia coronata ingår i släktet Hermannia och familjen Hermanniidae. Inga underarter finns listade i Catalogue of Life.